# キャスリーン・アトキンソン
キャスリーン・アトキンソン（Kathleen Atkinson, 1875年11月5日 - 1957年4月30日）は、アメリカ・ニュージャージー州ラーウェイ出身の女子テニス選手。フルネームは Kathleen Gill Atkinson （キャスリーン・ジル・アトキンソン）という。1890年代の全米選手権（現在の全米オープンテニス）で、姉のジュリエット・アトキンソンとともに「姉妹テニス選手」として活動した。キャスリーンは1897年と1898年の女子ダブルスで、姉のジュリエットとペアを組んで優勝したが、彼女自身のシングルス成績は1895年と1897年のベスト4が最高記録だった。
姉のジュリエットは1894年から全米選手権に参加し始め、キャスリーンは1895年から1898年まで4年間出場した。最初期の全米選手権は、男子部門と女子部門が別々の会場で行われ、女子シングルス・女子ダブルスはペンシルベニア州にある「フィラデルフィア・クリケット・クラブ」で行われた。キャスリーンが参加した時期は、女子部門の参加者は11-13名ほどだった。キャスリーンは1895年と1897年の2度、女子シングルス準決勝で姉ジュリエットとの「姉妹対決」に敗れ、1896年と1898年はベスト8で止まった。ジュリエットは1894年から1898年まで女子ダブルス5連覇を達成したが、その間パートナーをヘレン・ヘルウィッグ、エリザベス・ムーアと変えて、1897年と1898年に妹のキャスリーンとコンビを組んだ。
1887年から女子シングルス・女子ダブルス競技が始まった初期の全米選手権では、2組の「姉妹テニス選手」が活躍した。エレンとグレースの「ルーズベルト姉妹」と、ジュリエットとキャスリーンの「アトキンソン姉妹」である。キャスリーンは姉のジュリエットが1944年1月12日に死去した後、13年長生きしたが、1957年4月30日にニュージャージー州メープルウッドにて81歳で亡くなった。